# اسوتلانا آناستاسوفسکا
اسوتلانا آناستاسوفسکا (سیریلیک صربی: Светлана Атанасовска-Обућина؛ زادهٔ ۲۶ آوریل ۱۹۶۱) بازیکن هندبال اهل یوگسلاوی بود.